# هربرت جيمس ديفيس
هربرت جيمس ديفيس هو سياسي كندي، ولد في 7 سبتمبر 1890، وتوفي في 19 أبريل 1950. حزبياً، نشط في حزب أونتاريو المحافظ التقدمي. وقد انتخب عضو برلمان مقاطعة أونتاريو.